# 中佐都駅
中佐都駅（なかさとえき）は、長野県佐久市長土呂にある、東日本旅客鉄道（JR東日本）小海線の駅である。

## 歴史
- 1915年（大正4年）8月8日：佐久鉄道 小諸 - 小海駅の開通と同時に中佐都停留所として開業[1][2]。旅客営業のみ[3]。
- 1934年（昭和9年）9月1日：佐久鉄道を国有化し、鉄道省小海北線（→小海線）に編入[4]。中佐都駅となる[5]。ただし、当駅からは線内各駅および信越本線小諸・上田・長野駅への旅客のみ取り扱い（旅客駅[5]） 。
- 1935年（昭和10年）11月29日：小海線の全通に伴い[6]、旅客を取り扱う区間に中央本線小淵沢・上諏訪・岡谷の各駅を追加[7]。
- 1954年（昭和29年）12月1日：旅客取り扱い区間の制限を解除[3]。
- 1987年（昭和62年）4月1日：国鉄分割民営化により、JR東日本の駅となる[8]。

## 駅構造
単式ホーム1面1線を有する地上駅で、無人駅である。駅舎はなく、ホーム上に待合室がある。

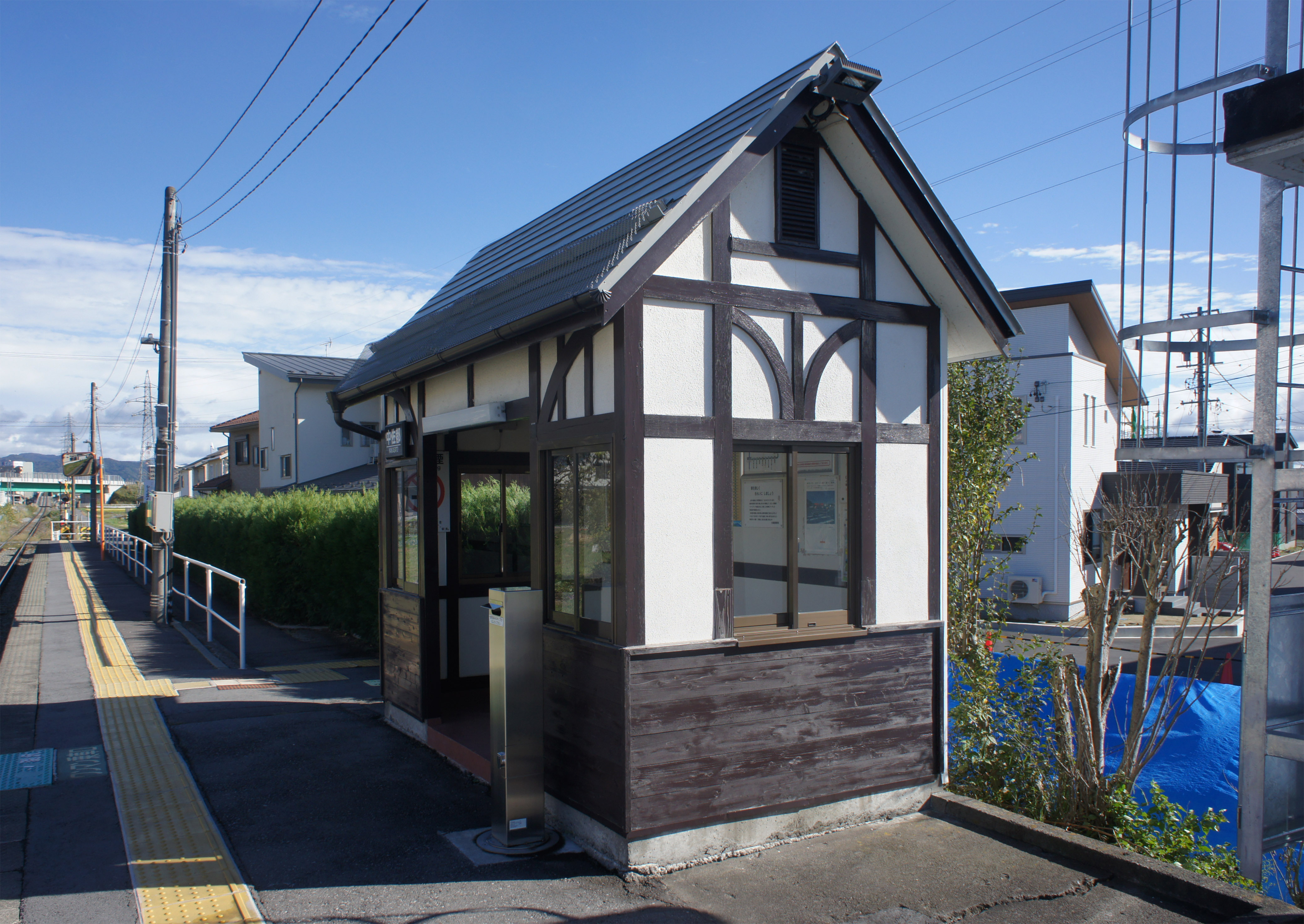
待合室外観（2021年10月）

## 利用状況
2007年度（平成19年度）、2009年度（平成21年度）- 2011年度（平成23年度）の1日平均乗車人員の推移は以下のとおりであった。
| 乗車人員推移       | 乗車人員推移     | 乗車人員推移 |
| 年度               | 1日平均 乗車人員 | 出典         |
| ------------------ | ---------------- | ------------ |
| 2007年（平成19年） | 67               | [ 1 ]        |
| 2009年（平成21年） | 57               | [ 1 ]        |
| 2010年（平成22年） | 56               | [ 10 ]       |
| 2011年（平成23年） | 57               | [ 11 ]       |

## 駅周辺
駅周辺は田園が広がっている。
- 国道141号

## 隣の駅
東日本旅客鉄道（JR東日本）
■小海線
佐久平駅 - 中佐都駅 - 美里駅